# Векеряска
Векеряска (рум. Văcăreasca) — село у повіті Бузеу в Румунії. Входить до складу комуни Глодяну-Сіліштя.
Село розташоване на відстані 67 км на північний схід від Бухареста, 34 км на південь від Бузеу, 120 км на південний захід від Галаца, 125 км на південний схід від Брашова.

## Населення
За даними перепису населення 2002 року у селі проживали 705 осіб, з них 704 особи (99,9%) румунів. Усі жителі села рідною мовою назвали румунську.